# FNN朝駆け第一報!
『FNN朝駆け第一報!』（エフエヌエヌ あさがけだいいっぽう）は、1990年4月2日から1991年4月5日までフジテレビ（FNN。テレビ大分と鹿児島テレビの2局を除く）で放送された朝の報道・情報番組。

## 概要
『FNNモーニングコール』の後番組として、当時の鹿内宏明会長の肝いりでスタートしたが、1年で終わり、『FNN World Uplink』に受け継がれた。
後枠の『グッドモーニングジャパン』と同様に在京キー局の朝番組で初めてカスタム時刻表示を導入した。本番組では番組開始から数ヶ月間、提供クレジット表示とCMの間を除いて画面左下にピンク色のアナログ時計を表示させていた。しかしすぐに取りやめられ他の時間帯と同じ通常の時刻表示になった。
年末年始は12月31日までと1月4日以降が通常放送、正月三が日は15分の短縮版（『産経テレニュースFNN』と同じフォーマット）で放送されていた。

## 放送時間・出演者
| 期間 | 期間      | 放送時間                        | 総合司会  | サブ司会 | サブ司会  | お天気      |
| --- | --------- | ------------------------------- | --------- | -------- | --------- | ----------- |
| 1990.4.2                                                                                                | 1990.9.28 | 月 - 金曜日 6:00 - 6:55（55分） | 小林穂波1 | 小出美奈 | 智田裕一2 | 金剛英華    |
| 1990.10.1                                                                                               | 1991.3.29 | 月 - 金曜日 6:00 - 6:55（55分） | 小林穂波1 | 金剛英華 | 智田裕一2 | 松井みどり2 |
| 1991.4.1                                                                                                | 1991.4.5  | 月 - 金曜日 6:00 - 7:10（70分） | 小林穂波1 | 金剛英華 | 智田裕一2 | 松井みどり2 |
| - 1 『FNNモーニングコール』から続投。 - 2 1990年10月1日から同年11月2日まで『ニュース&ウェザー』を兼務。 |           |                                 |           |          |           |             |

## ネット状況

### ネット局
●は6:22からローカルコーナーに差し替え。（東海テレビは若干程度にとどまっていた。）
| 放送対象地域   | 放送局                                | 放送当時の系列 | 備考                                                                  |
| -------------- | ------------------------------------- | -------------- | --------------------------------------------------------------------- |
| 関東広域圏     | フジテレビジョン(CX) （基幹・制作局） | FNN            |                                                                       |
| 北海道         | 北海道文化放送(UHB)                   | FNN            |                                                                       |
| 岩手県         | 岩手めんこいテレビ(mit)               | FNN            | 1991年4月1日開局から                                                  |
| 宮城県         | 仙台放送(OX)                          | FNN            |                                                                       |
| 秋田県         | 秋田テレビ(AKT)                       | FNN            |                                                                       |
| 山形県         | 山形テレビ(YTS)                       | FNN            |                                                                       |
| 福島県         | ●福島テレビ(FTV)                      | FNN            |                                                                       |
| 新潟県         | 新潟総合テレビ(NST)                   | FNN            | 現・NST新潟総合テレビ                                                 |
| 長野県         | 長野放送(NBS)                         | FNN            |                                                                       |
| 静岡県         | テレビ静岡(SUT)                       | FNN            |                                                                       |
| 富山県         | 富山テレビ(T34)                       | FNN            |                                                                       |
| 石川県         | 石川テレビ(ITC)                       | FNN            |                                                                       |
| 福井県         | 福井テレビ(FTB)                       | FNN            |                                                                       |
| 中京広域圏     | ●東海テレビ(THK)                      | FNN            | 『FNN東海テレビ朝駆け第一報!』に改題                                  |
| 近畿広域圏     | ●関西テレビ(KTV)                      | FNN            | 『Hello!朝特急』に改題 （1991年正月の短縮版は 『KTVニュース』に改題） |
| 島根県・鳥取県 | 山陰中央テレビ(TSK)                   | FNN            |                                                                       |
| 岡山県・香川県 | 岡山放送(OHK)                         | FNN            |                                                                       |
| 広島県         | テレビ新広島(TSS)                     | FNN            |                                                                       |
| 愛媛県         | 愛媛放送(EBC)                         | FNN            | 現・テレビ愛媛                                                        |
| 福岡県         | テレビ西日本(TNC)                     | FNN            |                                                                       |
| 佐賀県         | サガテレビ(STS)                       | FNN            |                                                                       |
| 長崎県         | テレビ長崎(KTN)                       | FNN            | 1990年10月1日のNNN脱退から                                            |
| 熊本県         | テレビ熊本(TKU)                       | FNN            |                                                                       |
| 宮崎県         | テレビ宮崎(UMK)                       | FNN/NNN/ANN    |                                                                       |
| 沖縄県         | 沖縄テレビ(OTV)                       | FNN            |                                                                       |

- テレビ大分[注釈 1]と鹿児島テレビの2局は、日本テレビ系列主体のクロスネット局で、当該時間帯は日本テレビ系列の番組を放送しており、当番組は放送されていなかった。

### 道路交通情報
フジテレビのローカル枠の6時20分ごろと6時40分ごろの2回放送。
東京都千代田区九段北の財団法人日本道路交通情報センターの九段センターから中継し、日本道路交通情報センターのキャスターが出演。
関東地区の道路情報を地図板を使用し伝えた。
道路交通情報キャスター。出演当時、九段センター所属。転勤者や退職者も含む。
男性
- 北久保隆一
- 横田勝
- 木南純
- 大浦洋
- 望月貴史（退社後、FM鹿児島嘱託アナウンサー→FM青森アナウンサー→FMしみず番組契約パーソナリティ→フリー）

女性
- 土屋良江
- 三輪智美
- 済藤亮子（旧姓 吉沢）
- 吉澤ひとみ（旧姓 岡部)（退社）
- 谷崎朋子
- 小鶴千恵子
- 鈴木裕子（退社）
- 西山久美子（退社）
- 干場裕子（退社)
- 浅井美佐（退社）

## エピソード
- オープニングでは、タイトルCGに続いてナレーターが「○月○日×曜日、『朝駆け第一報!』」とコールするのが恒例だったが、何度かナレーターが日付を間違えたことがあり、これが後に『FNS番組対抗NG名珍場面大賞』でも放送された。